# 静電気力顕微鏡
静電気力顕微鏡（せいでんきりょくけんびきょう、Electrostatic Force Microscope : EFM）は走査型プローブ顕微鏡の一種。

## 概要
走査型プローブ顕微鏡の一種で試料表面の形状や静電気力の分布を可視化するために使用される。空間分解能10μmを有しながら数mm2もの広範囲を走査可能な表面電位計測システムで大気圧中で容易に高精度な計測が可能。
複数の走査型プローブ顕微鏡で試料上の静電気力分布を測定できるが非接触原子間力顕微鏡(NC-AFM)による形式では装置の探針としてニッケル探針が用いられ、先端部の直径は5μm、長さは560μmで、一方の端は90度に曲がり、長さ50μmの探針部がある。探針の変位は光ファイバーを利用した干渉計で測定される。
試料は樹脂や無機化合物のような絶縁体が対象で、高圧パルス電源で探針から電圧を印加して試料表面が帯電することにより生じた静電気力を計測時に探針を接地した状態の非接触原子間力顕微鏡で走査して計測する。帯電していない領域ではファンデルワールス力の力勾配が検出されるが、電荷のある領域では静電気力の勾配が検出される。

## 用途
- 静電気力の分布の検出